# 长圆叶冬青
长圆叶冬青（学名：Ilex maclurei）为冬青科冬青属的植物。分布于中国大陆的广东等地，见于灌丛中，目前已由人工引种栽培。